# Liu Min (atlete)
Liu Min. Chinees:刘敏, (29 november 1983) is een Chinese langeafstandsloopster, die is gespecialiseerd in de marathon.
In 2001 kreeg ze internationale bekendheid doordat ze haar eerste marathon, de marathon van Peking, gelijk won met een parcours record van 2:23.37. In 2007 werd ze vierde op de marathon van Hongkong in 2:40.57.

## Titels
- Chinese kampioene marathon - 2002

## Persoonlijke records
Outdoor
| Onderdeel | Prestatie | Datum            | Plaats |
| --------- | --------- | ---------------- | ------ |
| 5.000 m   | 15.24,97  | 23 november 2001 | Kanton |
| 10.000 m  | 31.53,78  | 19 november 2001 | Kanton |
| marathon  | 2:23.37   | 14 oktober 2001  | Peking |

Indoor
| Onderdeel | Prestatie | Datum         | Plaats   |
| --------- | --------- | ------------- | -------- |
| 3.000 m   | 9.04,02   | 10 maart 2002 | Shanghai |

## Palmares

### Marathon
- 2001:  Chinese Spelen - 2:23.37
- 2002: 4e marathon van Hongkong - 2:40.57